# ماكي هانيدا
ماكي هانيدا (埴田 真紀) (مواليد 30 سبتمبر 1972)، هي لاعبة كرة قدم كانت تلعب كمدافع. ولعبت مع منتخب اليابان لكرة القدم للسيدات.

## وصلات خارجية
- ماكي هانيدا على موقع الاتحاد الدولي (مؤرشف)  (الإنجليزية)
- ماكي هانيدا على موقع قاعدة بيانات كرة القدم.إي يو (الإنجليزية)
- ماكي هانيدا على موقع Soccerway.com (الإنجليزية)
- ماكي هانيدا على موقع عالم كرة القدم.نت (الإنجليزية)
- ماكي هانيدا على موقع اللجنة الأولمبية الدولية (الإنجليزية)
- ماكي هانيدا على موقع أوليمبيديا (الإنجليزية)